# 소메야 유타
소메야 유타(일본어: 染谷 悠太, 1986년 9월 30일 ~ )는 일본의 전 축구 선수이다.

## 구단 경력
그는 2009년부터 2022년까지 J리그의 교토 상가 FC, 세레소 오사카, 가시와 레이솔에서 활동하였다.